# Żerkowice (Opole)

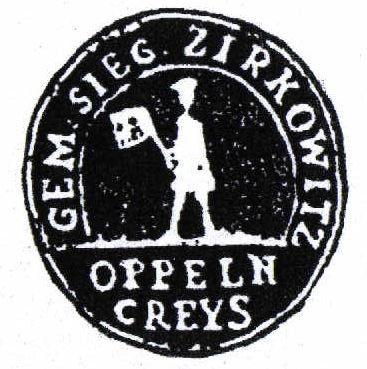
Stara pieczęć Żerkowic

Żerkowice (dodatkowa nazwa w j. niem. Zirkowitz) – część miasta Opole w Polsce położonego w województwie opolskim.
Miejscowość wraz z całym obrębem ewidencyjnym wsi włączono do Opola 1 stycznia 2017. Przed włączeniem miejscowość była wsią położoną w województwie opolskim, w powiecie opolskim, w gminie Komprachcice.

## Historia
Żerkowice po raz pierwszy pojawiły się w dokumencie w 1274 - wystawił go książę Władysław Opolczyk. Nazwa pochodzi od imienia Żyrek - mógł to być zasadźca wsi. W przeszłości często nazwa brzmiała Żyrkowice, natomiast Żerkowice to dopiero wersja obowiązująca po II wojnie światowej.
W 1295 roku biskup wrocławski Jan Romka wraz z księciem Bolkiem I wydają dokument wyznaczający nowe granice dóbr kościelnych. Wymienia się w nim wiele nazw miejscowości oraz „alodia i ogrody koło Opola”, które to określenie mogło dotyczyć tylko Żerkowic i Chmielowic. Następne kilkaset lat pozostaje nierozpoznane ze względu na niski poziom zjawiska, które dzisiaj nazywamy biurokracją. Dopiero w 1667 pojawiło się pismo, stwierdzające, że właścicielem wsi jest hrabia Joachim Tschetsau- Mettich jednocześnie pan na Dąbrowie. W roku 1724 w księdze parafialnej parafii św. Krzyża w Opolu znajdujemy wpis o narodzinach dwóch mieszkańców Żerkowic: Macieja Pasuschka i Sebastiana Dyki. W późniejszych dokumentach wśród mieszkańców miejscowości wymienia się rodziny Herman, Hoffmann, Czaja i Pach. W drugiej połowie XVIII wieku w Żerkowicach było 6 kmieci, jeden młynarz dziedzicznie wolny i trzech komorników. Znamy nawet ich nazwiska: Hoffmann, Qual i Christoph. Natomiast sołtysem był Hermann (Szymon ur. 1725 lub Andrzej Jakub ur. 1726 ). W tym czasie miejscowości funkcjonował młyn posiadający jeden kamień obsługiwany przez kmiecia dziedzicznie wolnego obciążonego podatkiem 2 wiadrunków zboża. Natomiast nowym właścicielem wsi wymienianym w 1740 jest baron Larisch, który kupił Żerkowice oraz Chmielowice od hrabiego Mettich. Pod koniec XVII wieku sołtysem był niejaki Böhm, karczmarzem Gambisz, a młynarzem Tiloka. Wiadomo także, że gospodarze we wsi łącznie posiadali 37 krów. W 1783 Żerkowice liczyły 38 mieszkańców, a ich właścicielem miał być hrabia Prittwitz.
Na początku XX wieku liczba mieszkańców wzrosła do 231 osób, a dziesięć lat później 360. Na tym poziomie utrzymywała się przez cały okres międzywojenny. Pod względem religijnym pod koniec lat 20. na 352 katolików (wieś należała do parafii Podwyższenia św. Krzyża w Opolu) było tylko 3 ewangelików. W roku 1819 jako właściciel wsi wymieniany jest baron von Ziegler - Kipphausen.
W połowie XIX wieku młynarzem w Żerkowicach był Franz Widera. Wiadomo, że w 1830 roku mieszkało tu 6 kmieci, 6 zagrodników, 10 chałupników i 13 komorników czyli razem z rodzinami 205 osób. Pod względem religijnym było 204 katolików i jeden ewangelik. Od 1861 roku właścicielem Żerkowic był prawdopodobnie Richard von Donat.
Dalsze wzmianki o miejscowości występują w sporządzonym w 1887 roku urzędowym spisie według którego Żerkowice obejmowały swym zasięgiem 147 hektarów z czego 102 przeznaczonych było pod uprawę (podatek 8,62 marek/ha) oraz 22 hektary zajmowały łąki (16,84 marek/ha).
Liczba domów wynosiła 31, a budynków gospodarczych 39. Według spisu z 1890 roku w Żerkowicach na 206 mieszkańców mówiły po polsku 203 osoby. W roku 1900 na 231 mieszkańców język polski deklarowało 225 osób. W roku 1910 liczba mieszkańców wzrasta do 360 osób. Na tym poziomie utrzymuje się przez cały okres międzywojenny.
Podczas plebiscytu w marcu 1921 roku na 191 uprawnionych do głosowania 123 było za Niemcami a 65 za Polską. Pod koniec lat dwudziestych w Żerkowicach było 352 katolików, należących do parafii św. Krzyża w Opolu i tylko 3 ewangelików. Sołtysem we wsi był wówczas gospodarz Josef Widera.
W roku 1928 w Chmielowcach powstaje Ochotnicza Straż Pożarna, a pierwszym ogniomistrzem został Lorenc Kochanek z Żerkowic. Niebawem powstała także jednostka OSP Żerkowice. W roku 1934 jednostka liczyła 20 członków. W sierpniu 1936 roku używaną dotąd nazwę „Zirkowitz” zastąpiono nową „Erlental”.
Po II wojnie światowej Żerkowice weszły w struktury administracyjne Polski. W 1960 mieszkały w nich 324 osoby. Obecnie żyje tutaj nieco ponad 300 osób. 1 stycznia 2017 zostały przyłączone do Opola.

## Herb Żerkowic
Żerkowice posiadały w przeszłości własny herb, który znajdował się na pieczęciach gminnych i przedstawiał sylwetkę mężczyzny z bliżej nieokreślonym przedmiotem w rękach.